# Гребеняк Володимир
Володи́мир Гребеня́к (*18 листопада 1892, Львів — †7 липня 1915) — український археолог і мистецтвознавець, співробітник музею Наукового товариства імені Шевченка у Львові, автор першого каталогу його археологічного відділу (1913).
Будучи студентом Львівського університету в 1914 році разом Яном Чекановським (антрополог), Е. Лотом (анатом) брав участь в експедиції Львівського університету, яка досліджувала трипільське поселення в с. Більче-Золоте Борщівського району. Праці в «Записках НТШ» про скіфські пам'ятки в Галичині та про нові археологічні знахідки (1915). Друкував статті про мистецькі та археологічні пам'ятки Галичини в популярних львівських виданнях «Діло» та «Ілюстрована Україна».
Загинув 1915 року біля Галича, захищаючи Галичину від російських окупантів. Похований у Львові на Личаківському цвинтарі, поле № 82.

## Праці
- часопис «Діло»
- Гребеняк В., Археологічні досліди над преісторією галицької України в 1911 р.: (Огляд праці Я. Деметрикевича та ін.) // Діло. — Л., 1912. — № 4.
- Гребеняк В., Археологічні досліди над преісторією галицької України в 1912 р.: (Огляд) // Діло. — Л., 1913. — № 17; № 18; № 21.
- Гребеняк В., Нові археологічні знахідки на території Східної Галичини // ЗНТШ. — Л., 1915. — Т.122.